# Banda Cheiro de Amor
Banda Cheiro de Amor oder Banda Cheiro ist eine brasilianische Axé-Band aus Bahia.

## Werdegang

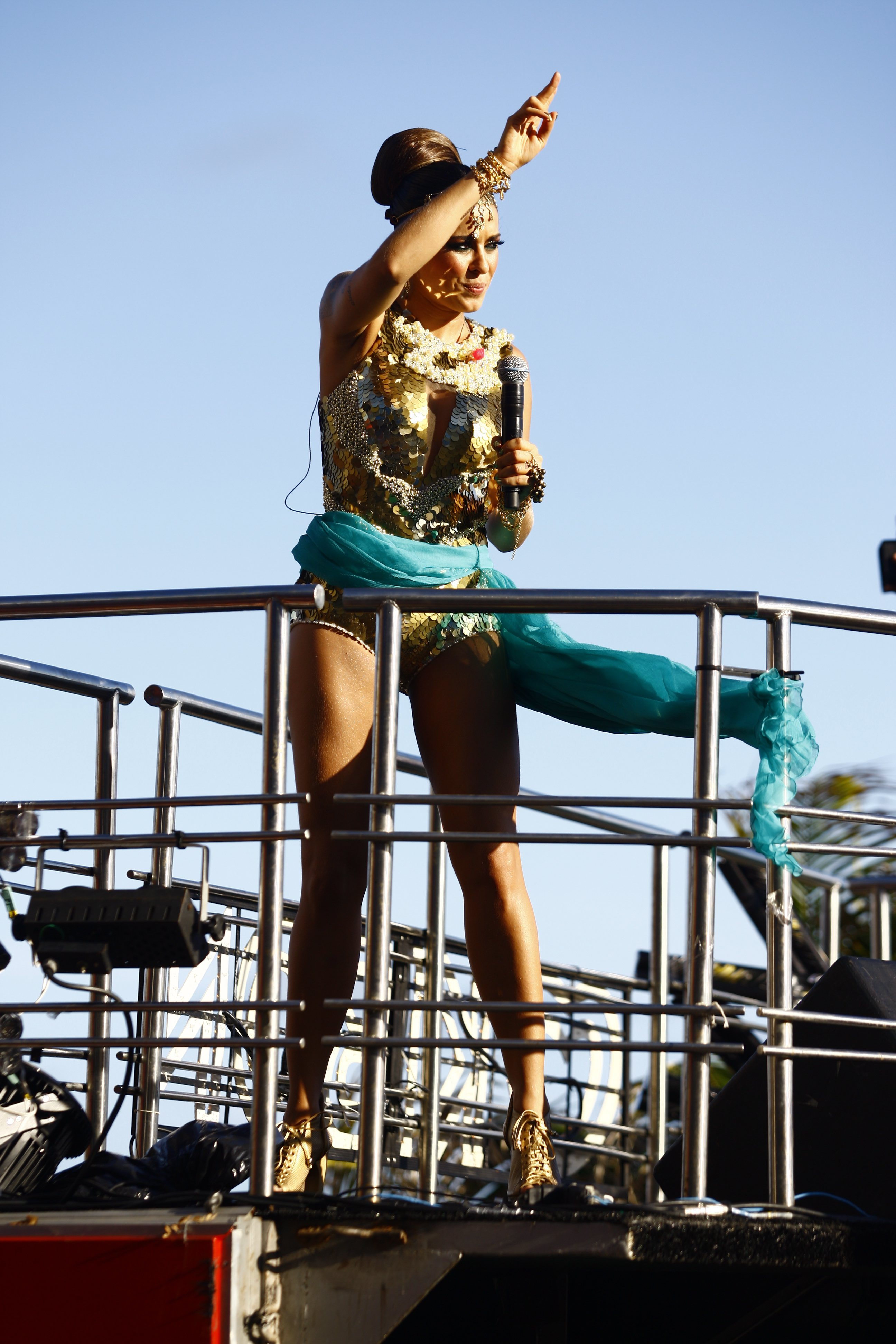
Alinne Rosa, Banda Cheiro de Amor im Jahr 2000

Die Gruppe Cheiro de Amor entstand zusammen mit den ersten Gruppen des Sambareggaes in Bahia wie Luis Caldas, Banda Mel, Olodum, Chiclete com Banana, Daniela Mercury und anderen. Sie war ursprünglich als Karnevalsblock in Salvador da Bahia konzipiert, daraus bildete sich die Musikgruppe Pimenta de Cheiro. Das Gründungsdatum der Band wird mit 1987 angegeben. In der Gruppe sangen bekannte Sängerinnen wie Laurinha, Márcia Freire und Carla Visi, die später eine Solokarriere begannen. Insbesondere mit Márcia Freire hatte die Gruppe ihre größten Erfolge auf dem brasilianischen Musikmarkt.
2004 kam Alinne Rosa (* 28. März 1982 in Itabuna), eigentlich Alinne Oliveira Santos, als neue Frontsängerin zu der Band. Zu ihren größten Hits gehören Songs wie Auê, Rebentão, Lero Lero, Doce obsessão, Vai Sacudir Vai Abalar, Pense em Mim und Pureza da paixão.

## Besetzung
- Alinne Rosa (Sängerin)
- Alinne Barreto (Sängerin, Back Vocals)
- Cláudia Gladess (Sängerin, Back Vocals)
- Paulo Adachi (Keyboards)
- André Liberato (Gitarre)
- Valdir Sales (Trompete)
- Daniel Bento (Saxofon)
- Junior Peteca (Bass)
- Serginho Roberto (Schlagzeug)
- Danilo Farias (Perkussion)
- Ricardo Guerra (Perkussion)

## Diskografie

### Studio-Alben
| Pimenta de Cheiro                                                                              | - Start: 1985 - Formate: CD, download digital - Plattenlabel: Polygram / Universal | —  | —  |                |                |
| Salassiê                                                                                       | - Start: 1988 - Formate: CD, download digital - Plattenlabel: Polygram / Universal | 10 | 10 | - BRA: 100.000 | - ABPD: Gold   |
| Festa                                                                                          | - Start: 1989 - Formate: CD, download digital - Plattenlabel: Polygram / Universal | 4  | 4  | - BRA: 250.000 | - ABPD: Platin |
| Suingue                                                                                        | - Start: 1990 - Formate: CD, download digital - Plattenlabel: Polygram / Universal | 3  | 2  | - BRA: 300.000 | - ABPD: Platin |
| É o Ouro                                                                                       | - Start: 1991 - Formate: CD, download digital - Plattenlabel: Polygram / Universal | 13 | 15 | - BRA: 250.000 | - ABPD: Platin |
| Bahia                                                                                          | - Start: 1992 - Formate: CD, download digital - Plattenlabel: Polygram / Universal | 5  | 5  | - BRA: 250.000 | - ABPD: Platin |
| Adrenalina                                                                                     | - Start: 1993 - Formate: CD, download digital - Plattenlabel: Polygram / Universal | 1  | 1  | - BRA: 400.000 | - ABPD: Platin |
| Fantasia                                                                                       | - Start: 1994 - Formate: CD, download digital - Plattenlabel: Polygram / Universal | 8  | 8  | - BRA: 250.000 | - ABPD: Platin |
| Agitando Todas                                                                                 | - Start: 1995 - Formate: CD, download digital - Plattenlabel: Polygram / Universal | 16 | 17 | - BRA: 100.000 | - ABPD: Gold   |
| É demais Meu Rei                                                                               | - Start: 1996 - Formate: CD, download digital - Plattenlabel: Polygram / Universal | 1  | 1  | - BRA: 400.000 | - ABPD: Platin |
| Me Chama                                                                                       | - Start: 1998 - Formate: CD, download digital - Plattenlabel: Universal            | 1  | 1  | - BRA: 300.000 | - ABPD: Platin |
| Tô Na Multidão                                                                                 | - Start: 2001 - Formate: CD, download digital - Plattenlabel: Universal            | 15 | 15 | - BRA: 220.000 | - ABPD: Gold   |
| Ballet de Rua                                                                                  | - Start: 2002 - Formate: CD, download digital - Plattenlabel: Indie Records        | 20 | 23 | - BRA: 100.000 | - ABPD: Gold   |
| De Bem com a Vida                                                                              | - Start: 2004 - Formate: CD, download digital - Plattenlabel: Universal            | 1  | 1  | - BRA: 150.000 | - ABPD: Gold   |
| Tudo Mudou de Cor                                                                              | - Start: 2006 - Formate: CD, download digital - Plattenlabel: Universal            | 2  | 3  | - BRAb: 50.000 | - ABPD: Gold   |
| Flores                                                                                         | - Start: 5. Juli 2013 - Formate: CD, download digital - Plattenlabel: Universal    | 7  | 8  | - BRA: 40.000  |                |
| "—" bezeichnet Alben, die in dem Land nicht aufgezeichnet nicht die Charts machen oder wurden. |                                                                                    |    |    |                |                |

### Live-Alben
| Cheiro de Amor - Ao Vivo                                                                       | - Start: 1993 - Formate: CD, download digital - Plattenlabel: Polygram / Universal | 4 | 4 | - BRA: 1.350.000 | - ABPD: Diamant   |
| Cheiro de Amor - Ao Vivo II                                                                    | - Start: 1997 - Formate: CD, download digital - Plattenlabel: Polygram / Universal | 1 | 1 | - BRA: 1.500.000 | - ABPD: Diamant   |
| Cheiro de Festa Ao Vivo                                                                        | - Start: 1999 - Formate: CD, download digital - Plattenlabel: Polygram / Universal | 2 | 2 | - BRA: 100.000   | - ABPD: Gold      |
| Adrenalyne Pura - Ao Vivo                                                                      | - Start: 2003 - Formate: CD, download digital - Plattenlabel: Universal            | 1 | 1 | - BRAb: 150.000  | - ABPD: Gold      |
| Cheiro de Amor - Ao Vivo                                                                       | - Start: 2005 - Formate: CD, download digital - Plattenlabel: Universal            | 1 | 1 | - BRA: 250.000   | - ABPD: 2× Platin |
| Cheiro de Amor Acústico                                                                        | - Start: 2009 - Formate: CD, download digital - Plattenlabel: Universal            | 1 | 1 | - BRA: 50.000    | - ABPD: Gold      |
| Axé Mineirão                                                                                   | - Start: 2010 - Formate: CD, download digital - Plattenlabel: Universal            | 1 | 1 | - BRA: 40.000    |                   |
| "—" bezeichnet Alben, die in dem Land nicht aufgezeichnet nicht die Charts machen oder wurden. |                                                                                    |   |   |                  |                   |

### DVDs
| 2005                                                                                           | Cheiro de Amor - Ao Vivo - Start: 2005 - Formate: DVD - Plattenlabel: Universal Music | 1 | 1 | - BRA: 25.000 | - ABPD: Gold |
| 2009                                                                                           | Cheiro de Amor Acústico - Start: 2009 - Formate: DVD - Plattenlabel: Universal Music  | 1 | 1 | - BRA: 25.000 | - ABPD: Gold |
| 2010                                                                                           | Axé Mineirão - Start: 2010 - Formate: DVD - Plattenlabel: Universal Music             | 1 | 1 |               |              |
| "—" bezeichnet Alben, die in dem Land nicht aufgezeichnet nicht die Charts machen oder wurden. |                                                                                       |   |   |               |              |

## Singles
| Jahr | Titel                                       | Top-Positionen | Album                         | Sänger        |
| Jahr | Titel                                       | BRA Hot 100    | Album                         | Sänger        |
| ---- | ------------------------------------------- | -------------- | ----------------------------- | ------------- |
| 1985 | "Que Arerê"                                 | 12             | Pimenta de Cheiro             | Márcia Freire |
| 1986 | "Tema Do Cheiro De Amor"                    | 4              | Pimenta de Cheiro             | Márcia Freire |
| 1986 | "Dançar Merengue"                           | 37             | Pimenta de Cheiro             | Márcia Freire |
| 1988 | "Eu Tô no Cheiro"                           | 8              | Salassiê                      | Márcia Freire |
| 1988 | "Merengue e Desejo"                         | 34             | Salassiê                      | Márcia Freire |
| 1989 | "É Bom Demais"                              | 36             | Festa                         | Márcia Freire |
| 1989 | "Auê"                                       | 7              | Festa                         | Márcia Freire |
| 1989 | "Tipo Nativo"                               | 55             | Festa                         | Márcia Freire |
| 1989 | "Pra Acabar com a Solidão"                  | 33             | Festa                         | Márcia Freire |
| 1989 | "Festa Cigana"                              | 13             | Festa                         | Márcia Freire |
| 1990 | "Rebentão"                                  | 9              | Suingue                       | Márcia Freire |
| 1990 | "Vendaval"                                  | 1              | Suingue                       | Márcia Freire |
| 1990 | "Vem Ser a Paixão"                          | 37             | Suingue                       | Márcia Freire |
| 1991 | "Canto Ao Pescador"                         | 9              | É O Ouro                      | Márcia Freire |
| 1991 | "Eu Vou Deixar Rolar"                       | 48             | É O Ouro                      | Márcia Freire |
| 1991 | "É O Ouro"                                  | 37             | É O Ouro                      | Márcia Freire |
| 1992 | "Doce Obsessão"                             | 9              | Bahia                         | Márcia Freire |
| 1992 | "O Coração De Tambor"                       | 30             | Bahia                         | Márcia Freire |
| 1992 | "Mente e Corpo"                             | 51             | Bahia                         | Márcia Freire |
| 1992 | "E Lá No Reggae Eu Vou"                     | 41             | Bahia                         | Márcia Freire |
| 1993 | "Nossa Gente (Avisa Lá)"                    | 3              | Cheiro de Amor - Ao Vivo      | Márcia Freire |
| 1993 | "Adrenalina"                                | 4              | Adrenalina                    | Márcia Freire |
| 1994 | "Lero-Lero"                                 | 1              | Adrenalina                    | Márcia Freire |
| 1994 | "Voa Beija-Flor"                            | 27             | Fantasia                      | Márcia Freire |
| 1994 | "O Seu Bem Quero Ter"                       | 73             | Fantasia                      | Márcia Freire |
| 1995 | "Fantasia"                                  | 47             | Fantasia                      | Márcia Freire |
| 1995 | "Pega no Balanço"                           | 33             | Agitando Todas                | Márcia Freire |
| 1995 | "Me Alucina"                                | 68             | Agitando Todas                | Márcia Freire |
| 1996 | "Vai Sacudir, Vai Abalar"                   | 1              | É Demais Meu Rei              | Carla Visi    |
| 1996 | "Batuque Que Me Leva"                       | 15             | É Demais Meu Rei              | Carla Visi    |
| 1996 | "É Tão Bom"                                 | 9              | É Demais Meu Rei              | Carla Visi    |
| 1996 | "Que Arerê" (relançamento)                  | 4              | É Demais Meu Rei              | Carla Visi    |
| 1996 | "É Demais Meu Rei"                          | 19             | É Demais Meu Rei              | Carla Visi    |
| 1997 | "Olha Eu Aí"                                | 12             | Cheiro De Amor - Ao Vivo II   | Carla Visi    |
| 1997 | "Quixabeira"                                | 3              | Cheiro De Amor - Ao Vivo II   | Carla Visi    |
| 1998 | "É Amor"                                    | 6              | Me Chama                      | Carla Visi    |
| 1998 | "Aviãozinho"                                | 1              | Me Chama                      | Carla Visi    |
| 1998 | "É Amor"                                    | 11             | Me Chama                      | Carla Visi    |
| 1998 | "A Dança da Sensual"                        | 22             | Me Chama                      | Carla Visi    |
| 1999 | "Bye, Bye Solidão"                          | 8              | Me Chama                      | Carla Visi    |
| 1999 | "Ficar Com Você"                            | 1              | Cheiro de Festa Ao Vivo       | Carla Visi    |
| 2000 | "Cheiro de Festa                            | 15             | Cheiro de Festa Ao Vivo       | Carla Visi    |
| 2000 | "A Minha Paz"                               | 9              | Cheiro de Festa Ao Vivo       | Carla Visi    |
| 2001 | "Amor, Me Leva"                             | 26             | Tô Na Multidão                | Márcia Freire |
| 2001 | "Valeu"                                     | 44             | Tô Na Multidão                | Márcia Freire |
| 2001 | "Pegando Fogo"                              | 42             | Tô Na Multidão                | Márcia Freire |
| 2002 | "Abalou Geral"                              | 39             | Ballet De Rua                 | Márcia Freire |
| 2002 | "Te Querer"                                 | 56             | Ballet De Rua                 | Márcia Freire |
| 2003 | "Amassadinho"                               | 1              | Adrenalyne Pura               | Alinne Rosa   |
| 2003 | "Doce Obsessão"                             | 21             | Adrenalyne Pura               | Alinne Rosa   |
| 2004 | "O Seu Adeus"                               | 1              | Tô De Bem Com A Vida          | Alinne Rosa   |
| 2004 | "De Bem com a Vida"                         | 4              | Tô De Bem Com A Vida          | Alinne Rosa   |
| 2005 | "Chegou Pra Ficar"                          | 16             | Tô De Bem Com A Vida          | Alinne Rosa   |
| 2005 | "Caras e Bocas (Eu Só Liguei Pra Te Dizer)" | 1              | Cheiro De Amor - Ao Vivo      | Alinne Rosa   |
| 2005 | "Eu Só Liguei Pra Te Dizer"                 | 1              | Cheiro De Amor - Ao Vivo      | Alinne Rosa   |
| 2005 | "Lero Lero"                                 | 4              | Cheiro De Amor - Ao Vivo      | Alinne Rosa   |
| 2006 | "Rosa"                                      | 17             | Cheiro De Amor - Ao Vivo      | Alinne Rosa   |
| 2006 | "Esperando na Janela"                       | 25             | Tudo Mudou De Cor             | Alinne Rosa   |
| 2007 | "Tudo a Ver"                                | 2              | Tudo Mudou De Cor             | Alinne Rosa   |
| 2007 | "Vou (A Fila Tem Que Andar)"                | 32             | Tudo Mudou De Cor             | Alinne Rosa   |
| 2008 | "Pense Em Mim"                              | 1              | Cheiro de Amor Acústico       | Alinne Rosa   |
| 2009 | "Dias De Sol"                               | 1              | Cheiro de Amor Acústico       | Alinne Rosa   |
| 2009 | "Uma Noite E Meia"                          | 25             | Cheiro de Amor Acústico       | Alinne Rosa   |
| 2009 | "Chama da Paixão"                           | 6              | Cheiro de Amor Acústico       | Alinne Rosa   |
| 2010 | "Baladeiro"                                 | 28             | Axé Mineirão                  | Alinne Rosa   |
| 2010 | "Eu Quero"                                  | 31             | Axé Mineirão                  | Alinne Rosa   |
| 2010 | "Xequerê"                                   | 9              | Axé Mineirão                  | Alinne Rosa   |
| 2011 | "Me Agarra"                                 | 9              | Flores                        | Alinne Rosa   |
| 2012 | "Eu e Você"                                 | 43             | Flores                        | Alinne Rosa   |
| 2012 | "Amor de Sobremesa" (part. Pablo)           | 75             | Flores                        | Alinne Rosa   |
| 2013 | "Só Você"                                   | 66             | Flores                        | Alinne Rosa   |
| 2014 | "Jasmin"                                    | —              | Cheiro de Amor nas Águas      | Vina Calmon   |
| 2014 | "Swing de Mainha"                           | —              | Cheiro de Amor nas Águas      | Vina Calmon   |
| 2014 | "Oya" (part. Tomate)                        | —              | Cheiro de Amor nas Águas      | Vina Calmon   |
| 2015 | "Proposta Indecente" (part. Lucas Lucco)    | —              | Não adicionado à nenhum álbum | Vina Calmon   |
| 2016 | "Criatura"                                  | —              | Não adicionado à nenhum álbum | Vina Calmon   |

## Diskografie
- Balet de Rua (2002)
- Adrenalyne Pura (2003)
- Cheiro de Amor Ao Vivo (2005)
- De Bem com a Vida (2005)
- Tudo mudou de Cor (2006)
- Cheiro Acústico (2008)
- Axé Mineirão (2010)